# DC Universe Roleplaying Game
Il DC Universe Roleplaying Game è un gioco di ruolo supereroistico pubblicato dalla D6Legend sotto il marchio West End Games nel 1999, ambientato nel mondo dei fumetti della DC Comics.

## Sistema di gioco
Il regolamento è basato su una variante del D6 System sviluppata originariamente per il gioco di ruolo Hercules & Xena Roleplaying Game e detta D6 Legend. Invece di sommare i dadi lanciati, viene contato il numero di successi (3, 4, 5 e 6 sono successi, 1 e 2 fallimenti).

## Storia editoriale
Tra il 1999 e il 2002 vennero pubblicati diversi supplementi, tra cui:
- Manuali dedicati a descrivere i personaggi principali, organizzazioni e tecnologie dell'Universo DC. I volumi sono organizzati tematicamente (per esempio personaggi correlati a Superman nel Metropolis Sourcebook, a Batman nel Gotham City Sourcebook, ecc.).
- Una serie di Daily Planet Guides, scritte per sembrare guide di viaggio nell'ambientazione fittizia che dettagliano, scritte dal punto di vista di personaggi assortti che vivono o visitano regolarmente quei luoghi. I volumi pubblicati descrivono Gotham City e Metropolis.

## Manuali pubblicati
Furono pubblicati i seguenti manuali:
- Fred Jandt, Nikola Vrtis (1999). DC Universe. Manuale base.
- Fred Jandt, Nikola Vrtis (1999). DC Universe Narrator's Screen. schermo del master, con un incluso un libretto di 80 pagine con regole supplementari e suggerimenti per il master.
- Matt Brady, Dwight Williams (2000). The Daily Planet Guide to Gotham. ISBN 1-930753-05-5.
- Matt Brady (2000). The Daily Planet Guide to Metropolis. ISBN 1-930753-01-2.
- (2000). DC Universe Roleplaying Game Deluxe Set. Confezione in scatola che comprende DC Universe e DC Universe Narrator's Screen, un poster e un set di dadi.
- AA.VV. (2000). Gotham City Sourcebook. ISBN 1-930753-04-7.
- AA.VV. (2000). JLA Sourcebook. ISBN 1-930753-02-0.
- AA.VV. (2000). Metropolis Sourcebook. ISBN 1-930753-00-4.
- Peter Flanagan, David Edward Martin, Nikola Vrtis (2001). The Department of Extranormal Operations Agent Manual. ISBN 1-930753-14-4.
- AA.VV. (2001). Department of Extranormal Operations: Directive on Superpowers. ISBN 1-930753-08-X.
- AA.VV. (2001). JSA Sourcebook. ISBN 1-930753-06-3.
- Fred Jandt. (2001). Magic Handbook. ISBN 1-930753-07-1.